# 无锡市第三高级中学
31°33′12″N 120°22′20″E / 31.55321°N 120.37220°E

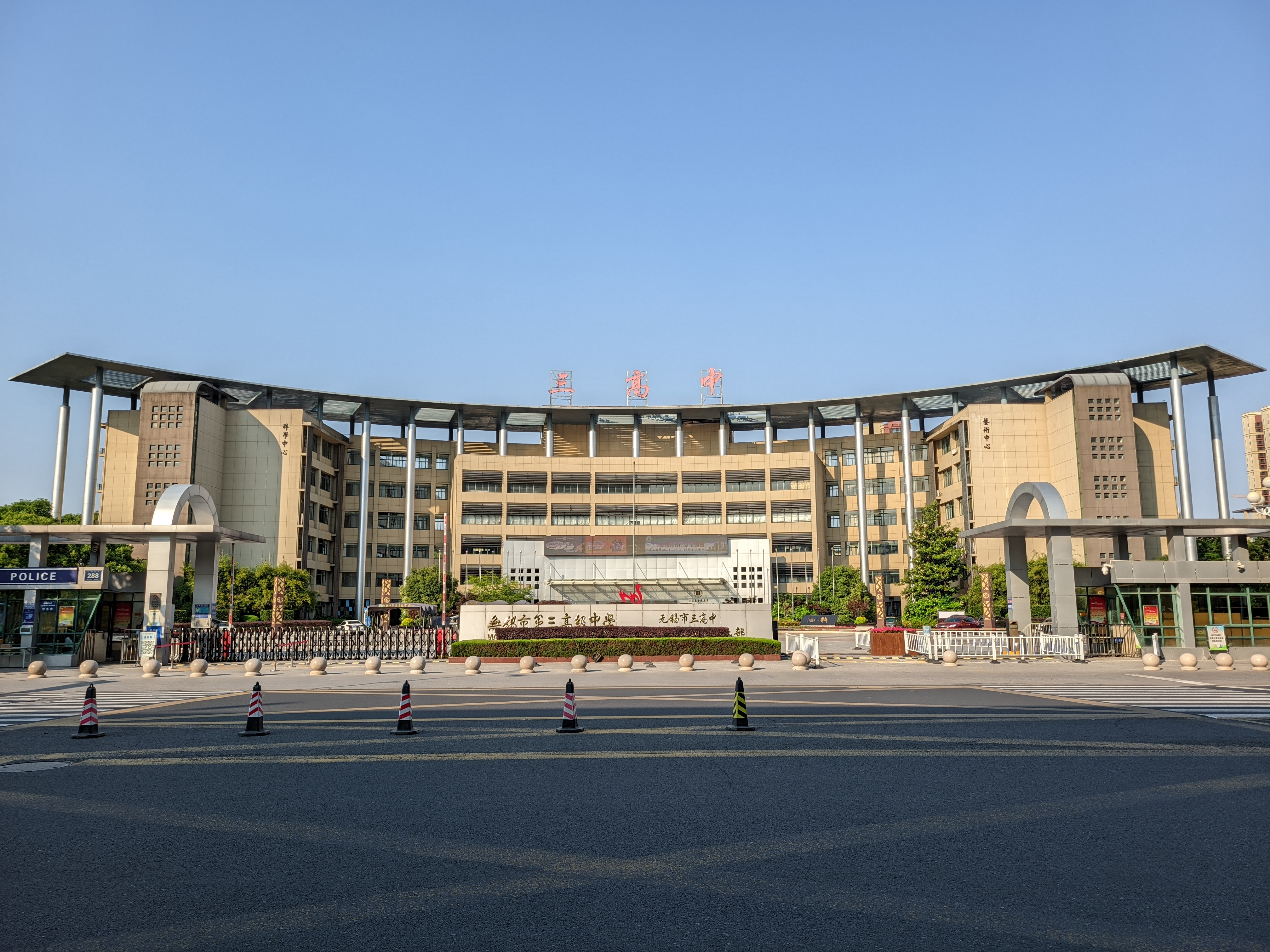
無錫市第三高級中學

无锡市第三高级中学，前身是私立无锡中学，是位于中华人民共和国江苏省无锡市新吴区的一所高级中学。

## 沿革
1920年9月9日，高阳变卖其在上海大有油厂的股票、无锡三里桥同昌棉籽行与通汇桥高顺昌砻坊的全部资产以及无锡、上海两处住宅，创办了私立无锡中学。1923年10月，租赁西水关私宅上课，在南门外羊腰湾购地自建校舍，聘唐文治为校长，聘请俞庆棠、王蘧常、陈柱尊、江霄纬、凌鸿勋等学者任课。1937年10月，为避侵华日军飞机轰炸，学校迁至南乡雪浪山横山寺及附近民房。日军攻占无锡后停办。1946年9月，在无锡原址复校。1952年12月，学校转为公办，定为无锡市第三中学。1966年9月，改名为红卫兵中学。1969年7月，与南长中心小学合并建立“五七”学校，实行九年一贯制。文革结束后恢复原名。2006年7月，无锡市第三高级中学和无锡市市北高级中学晋升为江苏省四星级普通高中。